# Discografia de Louis Tomlinson
A discografia de Louis Tomlinson, um cantor e compositor inglês, consiste em 7 singles, 6 vídeos musicas e 1 single promocional. Em 10 de dezembro de 2016, Tomlinson lançou seu primeiro single com Steve Aoki, "Just Hold On", alcançando o segundo lugar no UK Singles Chart. Seu álbum primeiro álbum, Walls, está previsto para ser lançado em 31 de janeiro de 2020.

## Álbuns de estúdio
| Título              | Detalhes | Melhor posição nas tabelas musicas | Melhor posição nas tabelas musicas | Melhor posição nas tabelas musicas | Melhor posição nas tabelas musicas | Melhor posição nas tabelas musicas | Melhor posição nas tabelas musicas | Melhor posição nas tabelas musicas | Melhor posição nas tabelas musicas | Melhor posição nas tabelas musicas | Melhor posição nas tabelas musicas | Vendas                   |
| Título              | Detalhes | Reino Unido                        | AUS                                | CAN                                | FRA                                | IRL                                | ITA                                | HOL                                | NZL                                | SUE                                | EUA                                | Vendas                   |
| ------------------- | --- | ---------------------------------- | ---------------------------------- | ---------------------------------- | ---------------------------------- | ---------------------------------- | ---------------------------------- | ---------------------------------- | ---------------------------------- | ---------------------------------- | ---------------------------------- | ------------------------ |
| Walls               | - Lançamento: 31 de janeiro de 2020 - Gravadoras: Syco, Arista, 78 - Formatos: CD, Download digital, disco de vinil, streaming, cassete, picture disc | 4                                  | 6                                  | 9                                  | 48                                 | 15                                 | 12                                 | 18                                 | 27                                 | 38                                 | 9                                  | - Estados Unidos: 35,000 |
| Faith In The Future | - Lançamento: 11 de novembro de 2022 - Gravadoras: BMG - Formatos: CD, Download digital, disco de vinil, streaming, cassete, picture disc             | 1                                  | 2                                  | 5                                  | 9                                  | 4                                  | 3                                  | 2                                  | 3                                  | 3                                  | 5                                  | - Estados Unidos: 37,500 |

## Singles
| "Just Hold On" (com Steve Aoki)                                                    | 2016 | 2  | 20 | 8  | 40 | 7  | 25 | 17 | 34 | 15 | 52 | - BPI: Platina - ARIA: Platina - FIMI: Platina - GLF: Platina - MC: Platina - RIAA: Ouro - BEA: Ouro - IFPI Denmark: Ouro - SNEP: Ouro | Neon Future III e Walls (Japanese Edition) |
| "Back to You" (com Bebe Rexha e Digital Farm Animals)                              | 2017 | 8  | 11 | 21 | 33 | 11 | 52 | 12 | 12 | 38 | 40 | - BPI: Ouro - ARIA: 3× Platina - FIMI: Ouro - GLF: Ouro - MC: Ouro - RIAA: Platina - RMNZ: Ouro                                        | Singles sem álbum                          |
| "Miss You"                                                                         | 2017 | 39 | 66 | 53 | —  | —  | 92 | —  | —  | —  | —  | | Singles sem álbum                          |
| "Two of Us"                                                                        | 2019 | 64 | —  | —  | —  | 79 | —  | —  | —  | —  | —  | | Walls                                      |
| "Kill My Mind"                                                                     | 2019 | —  | —  | —  | —  | —  | —  | —  | —  | —  | —  | | Walls                                      |
| "We Made It"                                                                       | 2019 | —  | —  | —  | —  | —  | —  | —  | —  | —  | —  | | Walls                                      |
| "Don't Let It Break Your Heart"                                                    | 2019 | —  | —  | —  | —  | —  | —  | —  | —  | —  | —  | | Walls                                      |
| "Walls"                                                                            | 2020 | —  | —  | —  | —  | —  | —  | —  | —  | —  | —  | | Walls                                      |
| "Bigger Than Me"                                                                   | 2022 | —  | —  | —  | —  | —  | —  | —  | —  | —  | —  | | Faith In The Future                        |
| "Out of My System"                                                                 | 2022 | —  | —  | —  | —  | —  | —  | —  | —  | —  | —  | | Faith In The Future                        |
| "Silver Tongues"                                                                   | 2022 | —  | —  | —  | —  | —  | —  | —  | —  | —  | —  | | Faith In The Future                        |
| "—" denota itens que não entraram nas tabelas ou não foram lançados no território. |      |    |    |    |    |    |    |    |    |    |    | |                                            |

### Singlespromocionais
| Título          | Ano  | Melhores posições nas tabelas | Melhores posições nas tabelas | Álbum            |
| Título          | Ano  | UK                            | AUS                           | Álbum            |
| --------------- | ---- | ----------------------------- | ----------------------------- | ---------------- |
| "Just Like You" | 2017 | 99                            | 94                            | Single sem álbum |